# Alpan
Alpan o Alpanu era un esperit femení de la mitologia etrusca relacionat amb l'amor, possiblement una serventa de la deessa Turan.
S'han trobat diversos miralls etruscos que representen aquesta divinitat com una dona jove, de vegades alada i de vegades sense ales, i normalment nua, i es creu que podria representar l'activitat sexual. S'ha suggerit també que Alpan podria ser un símbol de l'harmonia, equivalent a l'Harmonia grega i a la Concòrdia romana.
En les inscripcions votives, la paraula alpan s'utilitza sovint en un sentit genèric i pot correspondre al llatí libens ('de bon grat', 'gustosament').